# Antonio Filippo Adami
Pour les articles homonymes, voir Adami.
Antonio Filippo Adami ou Anton Filippo Adami (vers 1720 à Livourne - 1770 à Florence) est un littérateur italien.

## Biographie
Antonio Filippo Adami naquit vers 1720, à Florence, d’une famille patricienne. Son frère, le P. Raimondo, servite, devint professeur à Pise, et fut l’un des rédacteurs du Giornale de' Letterati. Antonio Filippo Adami embrassa l’état militaire, et, dans les loisirs que lui laissaient ses fonctions, cultiva la philosophie et les lettres, ce qui lui mérita la bienveillance du grand-duc, lequel le nomma chevalier de St-Étienne. Il avait formé le projet de donner la collection des historiens de Florence. En 1755, il en publia le prospectus. La même année, il fit imprimer à Rome, format in-4°, la 1er édition de la Cronica delle cose d’Italia, de Paolino Pieri. Cette chronique, qui s’étend de 1080 à 1305 est assez curieuse ; mais elle diffère, sur plusieurs faits, de l’histoire de Giovanni Villani. La poésie occupa les dernières années d’Adami. Il travaillait à une tragédie de la Conjuration des Pazzi, quand il fut enlevé par une mort prématurée, en 1770. Il était membre de l’académie des Apatisti.

## Œuvres
Outre quelques opuscules sur l’agriculture et l’économie politique, on a de lui :
- I Cantici biblici ed altri salmi della sacra Scrittura, con i treni di Geremia, esposti in versi toscani da un academico Apatista, Florence, 1748, in-4°. C’est la traduction d’après la Vulgate de tous les morceaux lyriques qui font partie du bréviaire romain. Elle passe pour fidèle, mais on reproche à l’auteur d’avoir trop peu soigné son style.
- Dimostrazione dell’estistenza di Dio, provata con quella della contingenza della materia, Livourne, 1753, in-8°. On trouve l’analyse de cet ouvrage dans le Journal étranger, août 1754. Le critique français en parle avec éloge.
- Odi panegiriche a Cesare, Florence, 1755, in-fol.
- Poesie, con una dissertazione sopra la poesia drammatica e musica del teatro, ibid., 1755, in-8°. Il y a de l’esprit, de la grâce, de la douceur, dans les poésies d’Adami. On en a traduit plusieurs morceaux dans le Journal étranger. Dans la dissertation sur la musique, il s’attache à maintenir la supériorité de la musique italienne sur la musique française.
- Une traduction en vers sciolti de l’Essai sur l’homme de Pope, Arezzo, 1756, in-8°, Venise, 1761.
- Dissertazioni critiche in cui molti importantissimi documenti si trattano sopra le antichità etrusche, romane e de' mezzi tempi appartenenti alla città di Firenze, Pise, Agostino Pizzorno, 1766 (lire en ligne).